# Metaphidippus
Metaphidippus là một chi nhện trong họ Salticidae. Chúng thường xuất hiện ở vùng Bắc và Nam Mỹ.

## Các loài
- Metaphidippus albopilosus (Peckham & Peckham, 1901) – Brazil, Paraguay, Argentina
- Metaphidippus annectans (Chamberlin, 1929) – United States
- Metaphidippus apicalis F. O. P.-Cambridge, 1901 – Mexico
- Metaphidippus bicavatus F. O. P.-Cambridge, 1901 – Panama
- Metaphidippus bisignatus Mello-Leitão, 1945 – Argentina
- Metaphidippus bispinosus F. O. P.-Cambridge, 1901 – Central America
- Metaphidippus carmenensis (Chamberlin, 1924) – USA, Mexico
- Metaphidippus chalcedon (C. L. Koch, 1846) – Brazil
- Metaphidippus chera (Chamberlin, 1924) – USA, Mexico
- Metaphidippus coccinelloides Mello-Leitão, 1947 – Brazil
- Metaphidippus comptus (Banks, 1909) – Costa Rica
- Metaphidippus crassidens (Kraus, 1955) – El Salvador
- Metaphidippus cupreus F. O. P.-Cambridge, 1901 – Panama
- Metaphidippus cuprinus (Taczanowski, 1878) – Peru
- Metaphidippus diplacis (Chamberlin, 1924) – USA, Mexico
- Metaphidippus dubitabilis (Peckham & Peckham, 1896) – Mexico
- Metaphidippus emmiltus Maddison, 1996 – USA
- Metaphidippus facetus Chickering, 1946 – Panama
- Metaphidippus fastosus Chickering, 1946 – Panama
- Metaphidippus felix (Peckham & Peckham, 1901) – Mexico, Hawaii
- Metaphidippus fimbriatus (F. O. P.-Cambridge, 1901) – Guatemala
- Metaphidippus fortunatus (Peckham & Peckham, 1901) – Brazil
- Metaphidippus globosus F. O. P.-Cambridge, 1901 – Costa Rica
- Metaphidippus gratus Bryant, 1948 – Mexico
- Metaphidippus inflatus F. O. P.-Cambridge, 1901 – Guatemala
- Metaphidippus iridescens F. O. P.-Cambridge, 1901 – El Salvador, Panama
- Metaphidippus iviei (Roewer, 1951) – USA
- Metaphidippus laetabilis (Peckham & Peckham, 1896) – Panama
- Metaphidippus laetificus Chickering, 1946 – Panama
- Metaphidippus lanceolatus F. O. P.-Cambridge, 1901 – Mexico to Costa Rica
- Metaphidippus longipalpus F. O. P.-Cambridge, 1901 – USA, Panama
- Metaphidippus mandibulatus F. O. P.-Cambridge, 1901 – Costa Rica
- Metaphidippus manni (Peckham & Peckham, 1901) – North America
- Metaphidippus nigropictus F. O. P.-Cambridge, 1901 – Mexico
- Metaphidippus nitidus (Peckham & Peckham, 1896) – Guatemala
- Metaphidippus odiosus (Peckham & Peckham, 1901) – Brazil, Argentina
- Metaphidippus ovatus F. O. P.-Cambridge, 1901 – Guatemala
- Metaphidippus pallens F. O. P.-Cambridge, 1901 – Guatemala to Costa Rica
- Metaphidippus perfectus (Peckham & Peckham, 1901) – Brazil
- Metaphidippus pernix F. O. P-Cambridge, 1901 – Guatemala
- Metaphidippus perscitus Chickering, 1946 – Panama
- Metaphidippus pluripunctatus Mello-Leitão, 1944 – Argentina
- Metaphidippus quadrinotatus F. O. P.-Cambridge, 1901 – Costa Rica, Panama
- Metaphidippus smithi (Peckham & Peckham, 1901) – Brazil
- Metaphidippus siticulosus (Peckham & Peckham, 1909) – USA
- Metaphidippus texanus (Banks, 1904) – USA
- Metaphidippus tropicus (Peckham & Peckham, 1901) – Brazil, Argentina

## Hình ảnh

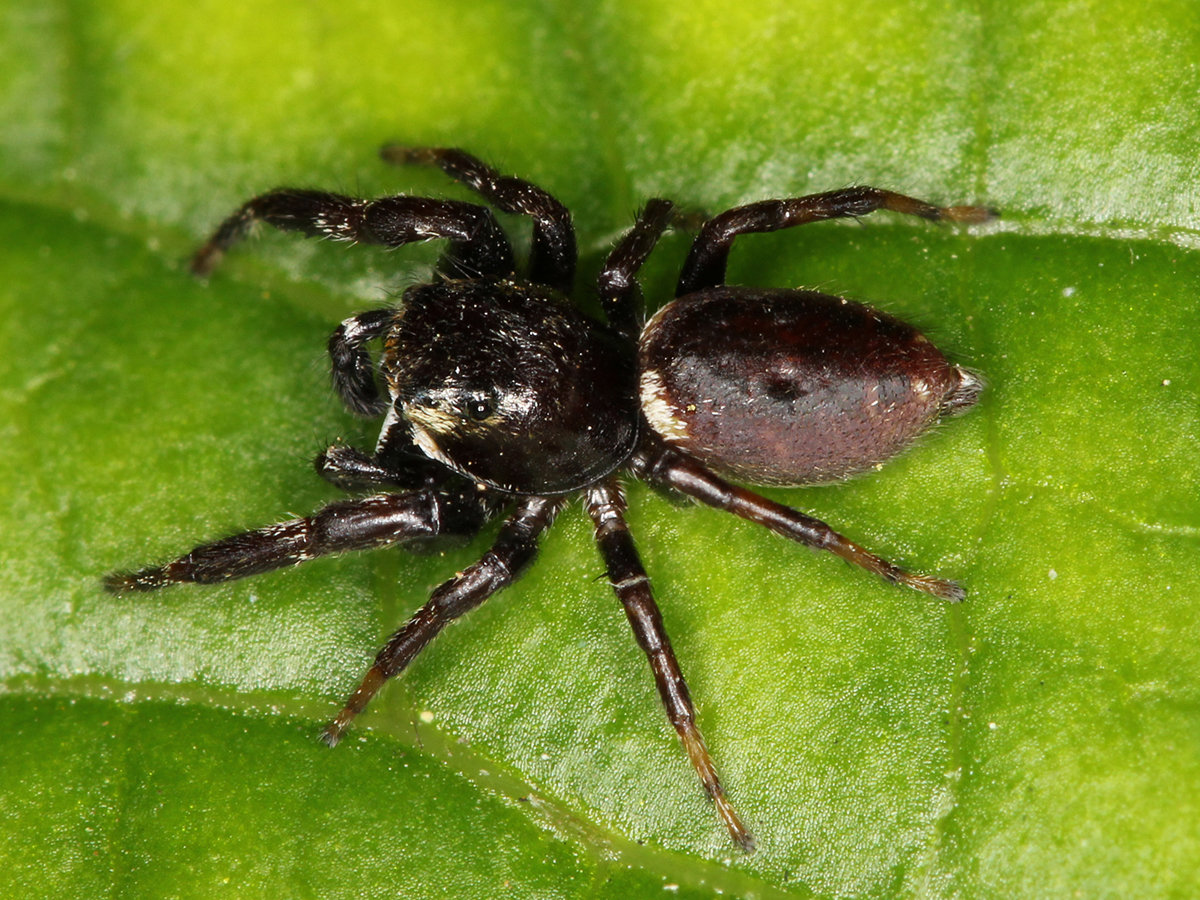